# WTA de Adelaide
O WTA de Adelaide – ou Adelaide International, atualmente – é um torneio de tênis profissional feminino, de nível WTA 500.
Realizado em Adelaide, no sul da Austrália, estreou em 1972 e teve vários períodos recortados por hiatos. Não acontecia desde 1988, quando retornou em 2020, em substituição ao WTA de Sydney. Entre 2022 e 2023, teve dois torneios por ano. Os jogos são disputados em quadras duras durante o mês de janeiro.

## Histórico
A criação do Brisbane International em 2009 fez com que a cidade de Adelaide perdesse a oportunidade de continuar a sediar um evento preparatório da ATP ou WTA para o Australian Open. Nos dez anos seguintes, Adelaide sediou o World Tennis Challenge [en], um evento de exibição disputado com jogadores do passado. A criação da competição multicidades ATP Cup, realizada na mesma época, resultou no deslocamento da Hopman Cup e na condensação de outros torneios, permitindo assim espaço suficiente no calendário para o Adelaide International. Em fevereiro de 2019, o Governo da Austrália do Sul [en] anunciou que investiria US$ 10 milhões para construir uma estrutura de cobertura sobre o Memorial Drive Tennis Centre, depois de garantir um contrato de cinco anos com a Tennis Australia para sediar o novo evento nas instalações atualizadas. O novo torneio foi lançado no final daquele ano, com a então número quatro do mundo e duas vezes campeã do Grand Slam, Simona Halep, sendo confirmada como a primeira jogadora a jogar no Adelaide International 2020. O novo torneio internacional foi um evento combinado WTA Premier e ATP 250.
Em 2021, o Adelaide International foi um torneio exclusivo da WTA e aconteceu após o Australian Open, entre 22 a 27 de fevereiro.
Em 2022 e 2023, houve dois Adelaide International consecutivos, o 1º (ATP 250 e WTA 500) de 3 a 9 de janeiro e o 2º (ATP 250 e WTA 250) de 10 a 15 de janeiro. O mesmo ocorreu em 2023.

## Finais

### Simples
| Ano                                     | Campeã           | Vice-campeã       | Resultado     |
| --------------------------------------- | ---------------- | ----------------- | ------------- |
| 2025                                    | Madison Keys     | Jessica Pegula    | 6–3, 4–6, 6–1 |
| 2024                                    | Jeļena Ostapenko | Daria Kasatkina   | 6–3, 6–2      |
| 2023 (AI2)                              | Belinda Bencic   | Daria Kasatkina   | 6–0, 6–2      |
| 2023 (AI1)                              | Aryna Sabalenka  | Linda Nosková     | 6–3, 7–64     |
| 2022 (AI2)                              | Madison Keys     | Alison Riske      | 6–1, 6–2      |
| 2022 (AI1)                              | Ashleigh Barty   | Elena Rybakina    | 6–3, 6–2      |
| 2021                                    | Iga Świątek      | Belinda Bencic    | 6–2, 6–2      |
| 2020                                    | Ashleigh Barty   | Dayana Yastremska | 6–2, 7–5      |
| Torneio não realizado entre 2019 e 1989 |                  |                   |               |
| 1988 (28 nov.)                          | Jana Novotná     | Jana Pospíšilová  | 7–5, 6–4      |
| Torneio não realizado entre 1987 e 1981 |                  |                   |               |
| 1980                                    | Hana Mandlíková  | Sue Barker        | 6–2, 6–4      |
| 1979 (10 dez.)                          | Hana Mandlíková  | Virginia Ruzici   | 7–5, 2–2, ab. |
| 1978 (11 dez.)                          | Kerry Reid       | Beth Norton       | 7–5, 6–7, 6–1 |
| Torneio não realizado entre 1977 e 1976 |                  |                   |               |
| 1975                                    | Sue Barker       | Helga Masthoff    | 6–2, 6–1      |
| 1974                                    | Olga Morozova    | Evonne Goolagong  | 7–6, 2–6, 6–2 |
| Torneio não realizado em 1973           |                  |                   |               |
| 1972 (11 dez.)                          | Evonne Goolagong | Kerry Harris      | 6–1, 6–2      |
| 1972 (17 jan.)                          | Evonne Goolagong | Olga Morozova     | 7–64, 6–3     |

### Duplas
| Ano                                     | Campeãs                             | Vice-campeãs                            | Resultado         |
| --------------------------------------- | ----------------------------------- | --------------------------------------- | ----------------- |
| 2025                                    | Guo Hanyu Alexandra Panova          | Beatriz Haddad Maia Laura Siegemund     | 7–5, 6–4          |
| 2024                                    | Beatriz Haddad Maia Taylor Townsend | Caroline Garcia Kristina Mladenovic     | 7–5, 6–3          |
| 2023 (AI2)                              | Luisa Stefani Taylor Townsend       | Anastasia Pavlyuchenkova Elena Rybakina | 7–5, 7–63         |
| 2023 (AI1)                              | Asia Muhammad Taylor Townsend       | Storm Hunter Kateřina Siniaková         | 6–2, 7–62         |
| 2022 (AI2)                              | Eri Hozumi Makoto Ninomiya          | Tereza Martincová Markéta Vondroušová   | 1–6, 7–64, [10–7] |
| 2022 (AI1)                              | Ashleigh Barty Storm Sanders        | Darija Jurak Schreiber Andreja Klepač   | 6–1, 6–4          |
| 2021                                    | Alexa Guarachi Desirae Krawczyk     | Hayley Carter Luisa Stefani             | 46–7, 6–4, [10–3] |
| 2020                                    | Nicole Melichar Xu Yifan            | Gabriela Dabrowski Darija Jurak         | 2–6, 7–5, [10–5]  |
| Torneio não realizado entre 2019 e 1989 |                                     |                                         |                   |
| 1988 (28 nov.)                          | Sylvia Hanika Claudia Kohde-Kilsch  | Lori McNeil Jana Novotná                | 7–5, 6–7, 6–4     |
| Torneio não realizado entre 1987 e 1981 |                                     |                                         |                   |
| 1980                                    | Pam Shriver Betty Stöve             | Sue Barker Sharon Walsh                 | 6–4, 6–3          |
| 1979 (10 dez.)                          | Hana Mandlíková Virginia Ruzici     | Pam Shriver Sue Barker                  | 2–6, 6–4, 6–4     |
| 1978 (11 dez.)                          | Lesley Hunt Sharon Walsh            | Ilana Kloss Marise Kruger               | 6–2, 6–2          |
| Torneio não realizado entre 1977 e 1976 |                                     |                                         |                   |
| 1975                                    | Sue Barker Michelle Tyler           | Kym Ruddell Janet Young                 | 7–5, 6–3          |
| Torneio de duplas não realizado em 1974 |                                     |                                         |                   |
| Torneio não realizado em 1973           |                                     |                                         |                   |
| 1972 (11 dez.)                          | Eugenia Birioukova Janet Young      | Evonne Goolagong Helen Gourlay          | 6–3, 6–2          |
| 1972 (17 jan.)                          | Evonne Goolagong Olga Morozova      | Marilyn Tesch Kerry Hogarth             | 6–3, 6–0          |